# ابن اثردی
اِبْنِ اَثْرَدی نام خانوادگی خاندانی از پزشکان قرن‌های پنجم و ششم هجری (۱۱ و ۱۲ میلادی) است که پنج تن از این خاندان در تاریخ مشهور هستند. محل تولد و فعالیت ایشان، گویا در شهر بغداد بوده است و برخی آنان را از مسیحیان نسطوری دانسته‌اند.

## افراد مشهور
1. ابوالغنائم هبةالله بن علی بن حسین بن اثردی، نخستین فرد مشهور این خاندان است که به گفتهٔ ابن ابی‌اصیبعه در حکمت و فلسفه و در علم پزشکی و معالجهٔ بیماران شهرت داشت. او از شاگردان ابوالفرج بن طیب (د ۴۳۰ق / ۱۰۳۹م) بود؛ بنابراین وی می‌بایست تقریباً معاصر ابن بطلان (د ۴۵۸ق / ۱۰۶۶م) شاگرد دیگر ابوالفرج بن طیب بوده باشد. هبةالله بن اثردی، اثری به عنوان مقالة فی ان اللّذة فی النّوم فی ای وقت توجد منه برای ابونصر یحیی بن جریر تکریتی تألیف کرد. وی تعلیقه‌هایی طبّی و فلسفی نیز نوشته بود که اکنون در دست نیست.
2. ابوالحسن علی بن هبةالله معروف به «ابن البردی». وی نیز از پزشکان بغداد بود که هم در طب نظری و علمی و هم در تصنیف چیره‌دست بود. بیهقی در کتاب تتمّة صوان الحکمة از پزشکی با عنوان «حکیم جلیل ابوالحسن الاثردی» به عنوان طبیب سلطان مسعود بن محمد بن ملکشاه سلجوقی (حک ۵۲۷–۵۴۷ق / ۱۱۳۳–۱۱۵۲م) فرمانروای عراق و کردستان، یاد کرده که بر فلسفه نیز احاطهٔ کامل داشته است، اما برای یکی شمردن آن دو، دلیلی در دست نیست. از علی بن هبةالله اثری با عنوان: شرح (یا شرح مسائل) دعوة الاطباء به جای مانده که آن را برای ابوالعلاء محفوظ بن مسیحی متطبّب در ۵۰۷ هجری نوشته است. آثار دیگری هم به او نسبت داده‌اند.
3. ابوالغنائم سعید بن هبةالله، وی در دوران خلافت المقتفی عباسی (۵۳۰–۵۵۵ق / ۱۱۳۶–۱۱۶۰م) از پزشکان صاحب نام بود و نیز مسئولیت بیمارستان العضدی بغداد را بر عهده داشت.
4. ابوعلی حسن بن علی. وی نیز از افراد فاضل این خاندان در حرفهٔ پزشکی محسوب می‌شد. ابن‌ابی‌اصیبعه او را از «مشکورین» بغداد توصیف کرده است.
5. جمال‌الدین ابوالحسن علی بن سعید بن هبةالله، آخرین فرد شناخته شدهٔ این خاندان است که پزشکی فاضل و دانشمند، و در علم طب و علومِ وابسته به آن متشخص بوده است. همام‌الدین عبدی، شاعر معاصر، وی را در ۵۸۰ هجری به همراه شوخی و مزاح ستوده است. او را استاد ابوالبرکات بغدادی معرفی کرده‌اند. برخی منابع جمال‌الدین را جزءِ افراد خاندان ابن اثردی قرار نداده‌اند.